# Dance to This
Dance to This è un singolo del cantante australiano Troye Sivan, pubblicato il 13 giugno 2018 come quarto estratto dal secondo album in studio Bloom.
Il singolo ha visto la collaborazione della cantante statunitense Ariana Grande.

## Descrizione
Il singolo è stato scritto da Sivan, Leland, Noonie Bao e dal produttore Oscar Holter. Riguardo al brano, il cantante ha detto:

## Video musicale
Il video musicale è stato pubblicato il 19 luglio 2018, dove si vedono i due cantanti cantare in una sala ricreativa, tipica degli anni '90 come lo sono gli abiti indossati e l'atmosfera.

## Formazione
- Troye Sivan – voce
- Ariana Grande – voce aggiuntiva
- Oscar Holter – produzione
- Randy Merrill – mastering
- John Hanes – assistenza al mastering
- Șerban Ghenea – missaggio

## Classifiche
| Classifica (2018) | Posizione massima |
| ----------------- | ----------------- |
| Australia         | 39                |
| Belgio (Fiandre)  | 82                |
| Canada            | 85                |
| Croazia           | 91                |
| Irlanda           | 52                |
| Lettonia          | 60                |
| Portogallo        | 64                |
| Regno Unito       | 64                |
| Repubblica Ceca   | 69                |
| Romania           | 92                |
| Slovacchia        | 66                |
| Stati Uniti       | 115               |
| Svezia            | 98                |